# Korthalsia debilis
Korthalsia debilis är en enhjärtbladig växtart som beskrevs av Carl Ludwig von Blume. Korthalsia debilis ingår i släktet Korthalsia och familjen Arecaceae. Inga underarter finns listade i Catalogue of Life.